# رزی کاوالیرو
رزالیند سیسیلیا کاوالیرو (انگلیسی: Rosalind Cecilia Cavaliero؛ زادهٔ ۲۷ نوامبر ۱۹۶۷) بازیگر اهل بریتانیا است. او در مجموعه‌های تلویزیونی متعددی ایفای نقش کرده است.

## فیلم‌شناسی
گزیدهٔ فیلم‌شناسی

### فیلم
- وارونه (۱۹۹۹)
- ورا دریک (۲۰۰۴)
- خبر داغ (۲۰۰۶)
- جین ایر (۲۰۱۱)
- قانون کودکان (۲۰۱۷)
- نفس بکش (۲۰۱۷)
- پریود دراما (فیلم کوتاه، ۲۰۲۳)[۱]
- جنگ‌های قهوه (۲۰۲۳)[۲]

### مجموعه تلویزیونی
- حادثه (۱۹۹۵)
- مرکز پزشکی (۱۹۹۷)
- کلاه سرخ (۲۰۰۱)
- تپش قلب (۲۰۰۷)
- آدمکشان میدسامر (۲۰۰۲)
- دوریت کوچک (۲۰۰۸)
- بی‌شرم (۲۰۱۱)
- داخل شماره ۹ (۲۰۱۴)
- مرگ در بهشت (۲۰۱۵)
- دکتر مارتین (۲۰۱۵)
- احضار در انفیلد (۲۰۱۵)
- افسانه‌های واهی (۲۰۱۸)
- نگه‌داشتن غروب (۲۰۱۸)[۳]
- جنتلمن جک (۲۰۱۹)
- وورزل گامیدج (۲۰۱۹)[۴]
- تصفیه (۲۰۱۹)
- جعبهٔ عشق در اتاق نشیمن تو (فیلم تلویزیونی، ۲۰۲۲)[۵]
- قدرت پارکر (۲۰۲۳)[۶]
- دد هات (۲۰۲۴)[۷]
- غرور و تعصب (TBA)